# Danny Wolf
Daniel Abraham "Danny" Wolf (Glencoe, Illinois, 5 de mayo de 2004) es un baloncestista estadounidense naturalizado israelí que pertenece a la plantilla de los Brooklyn Nets de la NBA. Con 2,13 metros de estatura, juega en la posición de ala-pívot o de pívot. 

## Trayectoria deportiva

### Universidad
Jugó dos temporadas con los Bulldogs de la Universidad de Yale, en las que promedió 9,5 puntos, 6,7 rebotes, 1,7 asistencias y 1,0 tapones por partido. Al término de su segunda temporada, en la que promedió 14,1 puntos y 9,7 rebotes por partido, fue incluido en el mejor quinteto de la Ivy League, y elegido además MVP del torneo de la conferencia.
El 20 de abril de 2024 fue transferido a la Universidad de Michigan para jugar con los Wolverines en la Big Ten Conference. El 4 de noviembre de 2024, en su primer partido con Michigan contra Cleveland State, Wolf lideró a todos los jugadores con 19 puntos y 13 rebotes, además de agregar tres tapones, tres robos y dos asistencias. Acabó la temporada promediando 13,2 puntos, 9,7 rebotes y 3,6 asistencias por partido, que le valieron para ser incluido en el segundo mejor quinteto de la conferencia tanto por los entrenadores como por la prensa especializada.
El 16 de abril de 2025 anunció que renunciaba a su temporada sénior, declarándose elegible para el Draft de la NBA.

#### Estadísticas
| Año     | Equipo   | PJ | PT | MPP  | %TC  | %3P  | %TL  | RPP | APP | ROB | TPP | PPP  |
| ------- | -------- | -- | -- | ---- | ---- | ---- | ---- | --- | --- | --- | --- | ---- |
| 2022–23 | Yale     | 21 | 0  | 7.3  | .404 | .304 | .625 | 2.1 | .6  | .2  | .4  | 2.6  |
| 2023–24 | Yale     | 32 | 31 | 30.8 | .472 | .345 | .717 | 9.7 | 2.4 | 1.0 | 1.3 | 14.1 |
| 2024–25 | Michigan | 37 | 37 | 30.5 | .497 | .336 | .594 | 9.7 | 3.6 | .7  | 1.4 | 13.2 |
| Total   | Total    | 90 | 68 | 25.2 | .479 | .336 | .646 | 7.9 | 2.5 | .7  | 1.1 | 11.1 |

### Profesional
Fue elegido en la vigesimoséptima posición del Draft de la NBA de 2025 por los Brooklyn Nets.

### Selección nacional
Si bien es originario de Estados Unidos, su origen y herencia judía le permiten competir con la selección de Israel como ciudadano naturalizado. En su primera competición a nivel nacional, representó a Israel en el Europeo Sub-20 de 2023 en Grecia, donde acabó promediando 17,7 puntos (segundo mejor registro del torneo), 12,0 rebotes (mejor registro), 2,7 asistencias y 1,3 tapones por partido, logrando la medalla de plata y siendo incluido en el quinteto ideal de la competición.